# Chief Wauben
Jan Joseph (Chief) Wauben (Geleen, 12 juni 1919 - Sittard, 25 september 2014) was een Nederlandse handbalcoach. Hij wordt gezien als de nestor van het Limburgse handbal. Ook introduceerde hij in Limburg voor het eerst in Nederland onder de naam Chiefcowax een kleefmiddel om meer grip op de bal te krijgen.

## Biografie
In de jaren 30 kwam Wauben in aanraking met handbal, toen studeerde hij op het Jongenspensionaat in Bleyerheide. ‘s Morgens na de mis ging hij met de andere broeders altijd wandelen en kwamen dan langs het veld van de handbalclub Achilles, onderdeel van de atletiekclub. De mensen uit Kerkrade bezochten in die tijd de voetbalwedstrijden van Alemannia Aachen en vóór de voetbalwedstrijd werd daar altijd een handbalwedstrijd gespeeld.
Als in oktober 1946 de Rooms Katholieke Limburgse Handbal Bond wordt opgericht, was Wauben bij de oprichtingsvergadering in het Geleense hotel Stadion aanwezig. Toen het Nederlands Handbal Verbond in 1954 in het oude RAI-gebouw de eerste zaalhandbalkampioenschappen organiseerde wilde Wauben daar alles van weten. Hij kreeg een officiële uitnodiging, en had naar eigen zeggen had hij meteen in de gaten dat het zaalhandbal de toekomst zou worden. De volgende Koninginnedag had hij het zaalhandbal op de Sittardse markt als nieuwe sport geïntroduceerd.
In 1943 was Chief de eerste trainer van de toen opgerichte afdeling dames handbal van A.V.S. (Atletiek Vereniging Sittard). A.V.S. werd 3 maal kampioen van de R.K. Handbalbond. In 1951 fuseerden de beide Sittardse damesverenigingen A.V.S. en Sittardse Boys en de in 1948 opgerichte herenvereniging Sittardse Boys, tot HV Sittardia, Chief werd trainer van de vereniging. In 1958 splitste HV Sittardia zich in een dames- en een herenvereniging. Chief werd de eerste voorzitter van de herenvereniging.
In de tijden dat hij gymnastiekleraar was op het Sittardse college en Sint Michiellyceum in Geleen propageerde hij handbal volop. Hij richtte ook schoolteams op, die zouden spelen die niet alleen Limburgs, maar ook Nederlands kampioen werden. Zo stoomde hij handbalspelers zoals Jo Maas, Guus Cantelberg, Rienk en Simon Flendrie, Ger Norbart, Pim, Jacques en Gabrie Rietbroek en Piet Kivit klaar voor de top.
Hier werd voor zijn vele verdiensten benoemd tot erelid van alle drie de verenigingen waaruit het huidige Sittardia is ontstaan: Sittardia-dames, Sittardia-heren en de dameshandbalvereniging D.V.O. Na de fusie tussen Sittard-dames en D.V.O. in 1980 bekleedde Chief ook in deze vereniging weer een bestuursfunctie en was hij initiatiefnemer, stimulator en trainer van de handbalschool van deze vereniging, waarin jongen talenten extra trainingen en begeleiding kregen.
Op late leeftijd stond hij ook bekend als een grote criticus van de samenwerking in Tophandbal Zuid Limburg. Waarbij BFC, Sittardia, V&L samen zouden werken door onder één topteam te spelen, namelijk Limburg Lions. Uit protest was hij bij de laatste eredivisewedstrijd van Sittardia, waarbij hij groots commentaar leverde op het samenwerkingsverdrag. In 2013 bezocht hij zijn laatste wedstrijd.
Chief Wauben werd op 29 april 1985 benoemd tot ridder in de Orde van Oranje-Nassau. Ook werd hij in 1993 benoemd tot erelid van het NHV.
Hij overleed op 25 september 2014 op 95-jarige leeftijd.